# Station Bescot Stadium
Bescot Stadium is een spoorwegstation van National Rail in het gebied Bescot (bij de plaats Walsall), in het Engelse bestuurlijke district Sandwell. Het station is eigendom van Network Rail en wordt beheerd door West Midland Trains. Het station is gebouwd in 1847.
De oorspronkelijke naam was Bescot. In 1990 werd het station hernoemd om het nieuw gebouwde Bescot Stadium (het onderkomen van Walsall FC) beter te bedienen. Het gebouw is in 2007 herbouwd.
Station Bescot Stadium ligt aan de Chase/Walsall Line.